# كولورادو (شركة)
كولورادو (بالفرنسية: Colorado) هي شركة مغربية تأسست سنة 1962 وتمتلك عائلة برادة أغلبيتها.
يُديرها حالياً عابد شكار، وهي متخصصة في تصنيع وتوزيع الدهانات (دهانات المباني، الدهانات الصناعية، دهانات تهذيب السيارات، الدهانات الوظيفية ودهانات ماكينات التلوين).
وقد تم إدراج الشركة في بورصة الدار البيضاء منذ عام 2006.

## التاريخ
في عام 1962، تم إنشاء شركة كولورادو. وفي عام 1970، تولى الأخوان برادة إدارة الشركة وبدأا في تصنيع الدهانات والورنيش.
وفي عام 1979، قامت الشركة بزيادة رأس المال لأول مرة إلى 1.400.000 درهم.
في عام 1982، أطلقت كولورادو حملتها الإعلانية التلفزيونية الأولى: "كولورادو، دهانات تقاوم الزمن...".
في عام 1991، أطلقت كولورادو أول مدرسة مهنية للصباغة.
في عام 1993، تمكنت كولورادو من الحصول على علامة الجودة من مختبر الدراسات والاختبارات العامة (LPEE).
وفي سنة 2000، قامت الشركة بتنفيذ سياسة الجهوية من خلال فتح وكالات في مختلف مناطق المغرب.
وفي عام 2003، حصلت كولورادو على شهادة أيزو 9001 إصدار 2000 فيما يتعلق بأنشطة التسويق والبحث والتطوير.
وفي عام 2004، أنشأت الشركة مصنعاً جديداً لتصنيع الدهانات المائية.
وفي عام 2006، أعلنت كولورادو عن إدراجها في بورصة الدار البيضاء وتدشين مصنعها الثاني المتخصص في صناعة الدهانات القائمة على المذيبات.
وفي عام 2007، افتتحت المجموعة صالة العرض الأولى لها في الدار البيضاء بمنطقة الزرقطوني.
وفي عام 2009، حصلت الشركة على شهادة OHSAS 18001 الإصدار 2007 لمعايير السلامة والصحة المهنية وأيزو 14001 الإصدار 2004 للبيئة. وفي نفس العام، افتتحت شركة كولورادو صالة العرض الثانية لها بمدينة طنجة بمساحة عرض تبلغ 350 م2.
في عام 2010، بالشراكة مع مجموعة فالسبار، أطلقت الشركة مجموعة هياكل السيارات.
وفي عام 2011، افتتحت كولورادو صالتي عرض في كل من القنيطرة ومكناس.
وفي عام 2012، أصبحت كولورادو شركة الطلاء الأولى والوحيدة في المغرب التي تحصل على صفة المشغل المعتمد من الجمارك.
في يناير 2013، توفي الرئيس التنفيذي فريد برادة وعائلته إثر تحطم طائرة بالقرب من مطار غرونوبل ألب إيزير. ويدير المجموعة عابد شكار، نائب المدير العام.
في نوفمبر 2014، نظمت كولورادو الاجتماع الأول لمحترفي البناء. وعرضت الشركة أحدث ابتكاراتها خلال هذا الحدث، وأبرزها Isol’Déco وSystème Magic Color.
وفي يناير 2015، انضمت كولورادو إلى فئة "مواد البناء" في بورصة الدار البيضاء.
وفي يونيو 2017، حصلت كولورادو على شهادة التميز في المساواة المهنية، الصادرة عن وزارة التشغيل والتكامل المهني تقديراً لممارساتها المهنية الجيدة في مجال المساواة بين الجنسين.
وفي مايو 2018، نجحت كولورادو في الحصول للسنة الخامسة على التوالي على العلامة الذهبية "شركة خالية من التبغ" من مؤسسة للا سلمى.
وفي أغسطس 2018، تم اختيار كولورادو لمشروع الجادة الكبير الواقع في مدينة الشارقة، عاصمة الإمارة التي تحمل الاسم نفسه. يُعتبر المشروع من أكبر العمليات العقارية في الشارقة، ويمتد على مساحة 224 هكتاراً.
في عام 2020، افتتحت كولورادو وكالة جديدة في فاس.
وفي فبراير 2021، قامت كولورادو بتسريع توسعها في إفريقيا جنوب الصحراء الكبرى من خلال افتتاح صالة عرض في باماكو، عاصمة مالي.
وفي مارس 2021، أطلقت الشركة "كولوكلين"، وهو طلاء مضاد لفيروس كورونا.
في ديسمبر 2021، حصلت الشركة على شهادة Triple A من شركة التأمين الفرنسية للتجارة الخارجية للعام السابع على التوالي (2015، 2016، 2017، 2018، 2019، و2020).
وفي يونيو 2022، أعلنت كولورادو عن زيادة رأسمالها بمقدار 40.3 مليون درهم ليصل إلى 161.17 مليون درهم من خلال تخصيص أسهم مجانية.
في ديسمبر 2022، حصلت كولورادو على شهادة أيزو 27001 لأمن البيانات ونظام المعلومات.
وفي سبتمبر 2023، أعلنت كولورادو عن دفع مساهمة قدرها مليون درهم لفائدة الصندوق الخاص 126 لتدبير آثار الزلزال الذي ضرب المغرب يوم 8 سبتمبر 2023.

## بيانات اقتصادية
باعت الشركة 36 ألف طن من الطلاء في عام 2016 بقيمة مبيعات بلغت 450 مليون درهم. وقد حصلت على العلامة الإيكولوجية الأوروبية. وتم استثمار 10 ملايين درهم في البحث والتطوير لتطوير منتجات صديقة للبيئة.
وفي عام 2017، ارتفعت مبيعات الشركة بنسبة 3٪ لتصل إلى 547 مليون درهم.
وفي عام 2018، سجلت الشركة مبيعات بقيمة 524.5 مليون درهم.
ومع نهاية السنة المالية 2019، حققت كولورادو رقم معاملات قدره 500 مليون درهم واستثمارات بقيمة 11,6 مليون درهم. وبلغ صافي الديون 62.3 مليون درهم.
في عام 2022، أعلنت الشركة عن بيع 55.000 طن من الطلاء بقيمة مبيعات قدرها 609.9 مليون درهم (زيادة بنسبة 6.2٪ مقارنة بعام 2021). كما استثمرت كولورادو أيضاً 10 ملايين درهم في اقتناء معدات جديدة وإعادة تهيئة المباني.

## التوزيع
في المغرب، تمتلك كولورادو منصتين لوجستيتين (الدار البيضاء والغرب) ولديها ثمانية صالات عرض و4 وكالات إقليمية في مدن الدار البيضاء والقنيطرة وفاس ووجدة ومراكش وأكادير ومكناس.

## النشاط الدولي
شركة كولورادو متواجدة من خلال صالات عرض في العديد من البلدان الأفريقية بما في ذلك: الجزائر، الكاميرون، تشاد، ساحل العاج، مالي، الكونغو، نيجيريا، بنين، موريتانيا والسنغال.

## المشاريع
ساهمت كولورادو في إنجاز العديد من المشاريع في المغرب:
- برج محمد السادس – الرباط
- فندق ماريوت الرباط سنتر – الرباط
- قصر البحر فور سيزونز - الرباط
- إينا - تطوان
- ثانوية التميز – ابن جرير
- المركز الاستشفائي الجامعي - أكادير
- ملعب أرينا - طنجة

## الشراكات
لدى كولورادو العديد من اتفاقيات الشراكة مع الشركات والجمعيات، بما في ذلك:
- فالسبار[60][61]
- أزيان (جمعية المنطقة الصناعية عين السبع)
- مؤسسة الطلاب المغاربة (FME)[62]

## الجوائز والتقدير
- 2017: جائزة لجنة التحكيم الخاصة - جوائز الوقاية[63][64][65]
- 2018: جائزة الأداء الأفضل - Vigeos Eiris (المسؤولية الاجتماعية والبيئية)[66]
- 2021: جائزة الأداء الأفضل - Vigeos Eiris (المسؤولية الاجتماعية والبيئية)[67][68][69]

## الرعاية
تدعم كولورادو العديد من الجمعيات والمنظمات الإنسانية المغربية:
- جمعية تيبو ماروك[70]
- جمعية L'Heure Joyeuse[71]
- الجمعية المغربية "الرياضة والتنمية"
- جمعية مودة
- جمعية إنصاف[72]
- جمعية تاج الخير